# HD 48099
HD 48099，又名BD+06 1351，SAO 114293、HR 2467，是一颗恒星，视星等为6.37，位于銀經206.21，銀緯0.8，其B1900.0坐标为赤經6h 36m 37.1s，赤緯+6° 0.8′ 25″。